# Top Secret!
Top Secret! ist eine Filmkomödie aus dem Jahr 1984 von Jim Abrahams, David Zucker und Jerry Zucker, die Agentenfilme und Teenager-Musikfilme parodiert. Val Kilmer gab darin sein Spielfilm-Debüt.

## Handlung
Nick Rivers, ein amerikanischer Rock-’n’-Roll-Sänger (eine Parodie auf Elvis Presley und die Beach Boys), reist zusammen mit seinem Manager in die DDR, um auf einem Kultur-Festival aufzutreten. Allerdings weiß er zunächst nicht, dass das Festival als ein Ablenkungsmanöver dienen soll, damit die Ostregierung die NATO-U-Boot-Flotte bei einem Manöver in der Straße von Gibraltar vernichten und damit das Kräfteverhältnis der Weltmächte zugunsten des Ostblocks verschieben kann. Bei der Einreise und der Kontrolle seiner Papiere äußert er sich kritisch gegenüber einem Offizier, macht sich über ihn lustig und wird barsch zurechtgewiesen.
Rivers hilft in Berlin während einer Ballettaufführung der schönen Waltraud Flammond, die von Stasi-Offizieren festgenommen werden soll. Waltraud entkommt zwar, aber Rivers wird festgenommen und in das Gefängnis gebracht. Dort trifft er auf Waltrauds Vater Paul Flammond, einem genialen Forscher, von den Ostdeutschen gefangen gehalten und gezwungen wird, die tödliche „Polaris-Mine“ zu bauen – eine magnetische Mine, die das Hauptinstrument der Vernichtung der NATO-U-Boot-Flotte werden soll. Nick bittet seinen Manager, ihm zu helfen, doch dieser stirbt nach Eheproblemen bei einem Unfall mit einem Sexspielzeug. 
Rechtzeitig zum Festival wird Nick jedoch freigelassen, um diplomatische Verwicklungen zu vermeiden und das Ablenkungsmanöver gelingen zu lassen. Bei seinem Auftritt wird er von Waltraud und einer ostdeutschen Widerstandsbewegung befreit. Deren Anführer, genannt „Die Fackel“, ist bisher noch nicht in Erscheinung getreten. Bei seinem ersten Auftritt stellt er sich als Waltrauds verschollener Ex-Geliebter Nigel heraus, mit dem sie zusammen auf einer einsamen Insel gestrandet und aufgewachsen war. Er wurde von einem kubanischen Kriegsschiff aufgelesen und von der Besatzung misshandelt. Inmitten der Planungen zur Befreiung des Forschers erhärtet sich jedoch der Verdacht, dass es einen Verräter in den Reihen der Widerstandsbewegung geben muss, da die Brieftauben abgefangen werden.
Nach anfänglichen Zweifeln an seiner Identität kann Nick diese entkräften. Die Befreiungsaktion von Flammond misslingt beinahe, da Anführer Nigel sich selbst als der gesuchte Verräter herausstellt. Er versucht Du Quois mit einer Pistole im Rücken zu zwingen, den Alarm ein- statt auszuschalten. Da Nigel als Kuh verkleidet ist, setzt ihn der Begattungsversuch eines Stieres außer Gefecht, was verhindert, dass der Alarm ausgelöst wird. Dadurch gelingt schließlich auch die Befreiung von Dr. Flammond, weil Nick als Gefangener präsentiert wird und sich die Rebellen mit erbeuteten Uniformen als Wachleute Zugang zur Zelle von Dr. Flamond verschaffen können. Waltraud und Nick fliehen zusammen in den Westen, während die Rebellen in Ostdeutschland die Rebellion weiterführen wollen.

## Kritiken
Roger Ebert schrieb in der Chicago Sun-Times, er habe einen Freund, der während der ganzen Filmvorführung nur fünfmal gelacht habe, während er selbst dies schon in den ersten 10 Minuten geschafft habe. Der Genuss des Films sei also sehr vom individuellen Sinn für Humor abhängig. Er schrieb weiterhin, dass der Film keine beschreibbare Handlung habe und auch keine brauche, da Filme wie Top Secret! nicht wegen ihrer Handlung angeschaut würden. Er gab dem Film 3,5 von 4 Sternen.
Das Lexikon des internationalen Films beschreibt Top Secret! als „temporeiche, überwiegend aber grobschlächtige Parodie auf einschlägige Spionagefilme, deren Witze ebenso oft zünden, wie sie die Grenzen des guten Geschmacks überschreiten. Peinlich: der Handlungsort DDR erinnert häufig an den nationalsozialistischen deutschen Staat.“

## Synchronisation
Die deutsche Synchronisation entstand durch die Berliner Synchron GmbH Wenzel Lüdecke, Berlin. Regie führte Arne Elsholtz.
| Rolle             | Schauspieler         | Synchronsprecher       |
| ----------------- | -------------------- | ---------------------- |
| Nick Rivers       | Val Kilmer           | Torsten Sense          |
| Waltraud Flammond | Lucy Gutteridge      | Traudel Haas           |
| Nigel             | Christopher Villiers | Hubertus Bengsch       |
| General Streck    | Jeremy Kemp          | Friedrich Schoenfelder |
| Agent Cedric      | Omar Sharif          | Michael Chevalier      |
| Dr. Paul Flammond | Michael Gough        | Franz Otto Krüger      |
| Oberst von Horst  | Warren Clarke        | Claus Jurichs          |
| Maulwurf          | Harry Ditson         | Herbert Stass          |
| Kalter Fisch      | Jim Carter           | Ulrich Gressieker      |